# مینگان

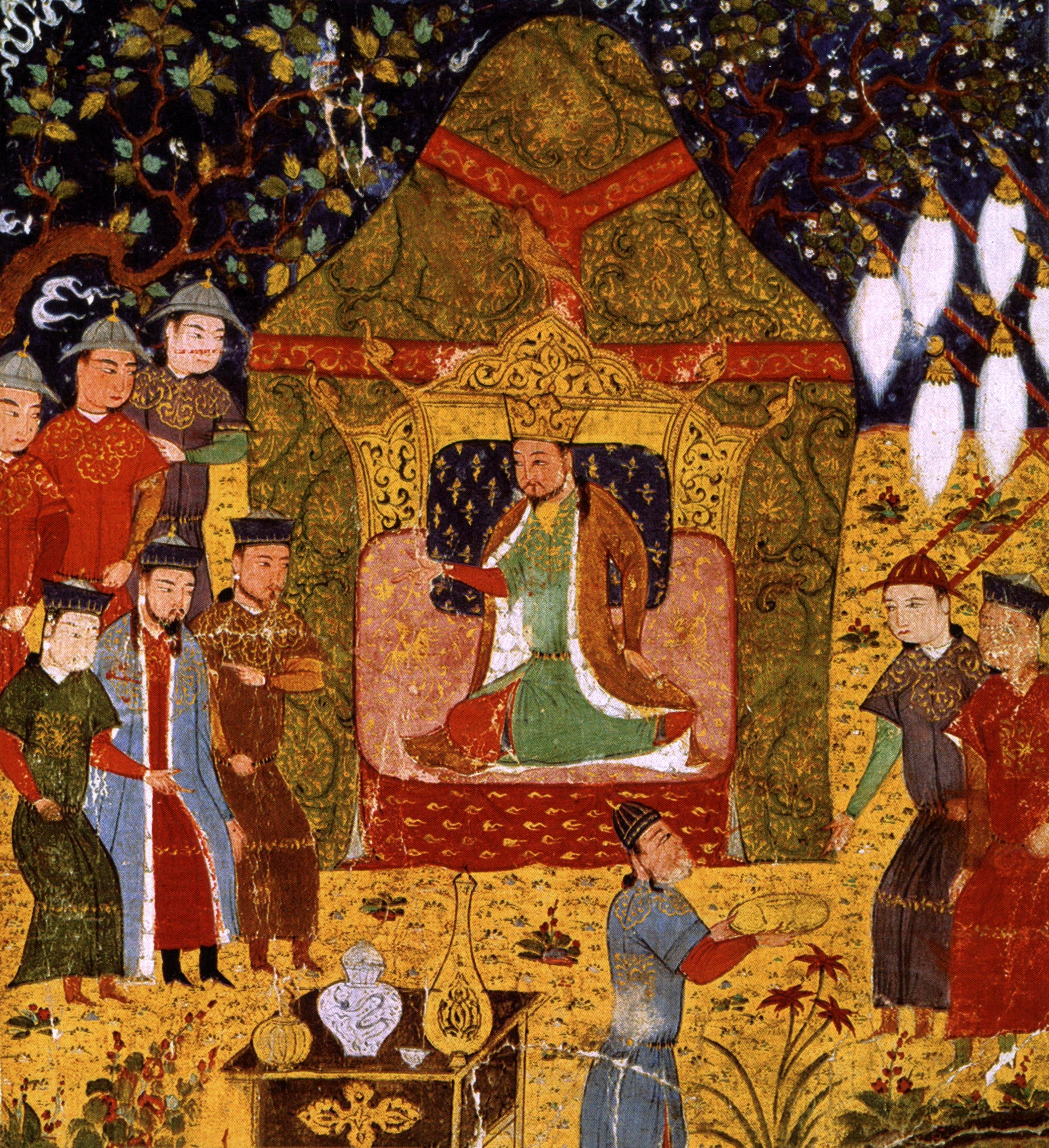
چنگیز خان مغول

مینگان (ازبکی: Minghan) یک واحد اجتماعی- نظامی شامل ۱۰۰۰ خانوار بود که توسط چنگیز خان ایجاد شده بود. این گروه را می‌توان یک هنگ ۱۰۰۰ نفرهٔ مغول دانست. این تقسیم‌بندی بخشی از روش باستانی سازماندهی است که توسط عشایر آسیای مرکزی بر اساس سیستم ده‌دهی ایجاد شده بود. تومن (واحد) که شامل ۱۰٬۰۰۰ خانوار و سرباز بود، بزرگترین گروه بود و به ده مینگان تقسیم می‌شد. یک مینگان از ۱۰ «جاگون» یا ۱۰۰ «اربان» ساخته شده بود. در یک گزارش نقل شده که به محض اینکه کسی یک نگهبان می‌شد، پسر فرمانده مینگان وظیفه داشت که یک برادر کوچکتر و ۱۰ مرد دیگر را برای خدمت کردن با وی به همراه آورد.